# Lilian Moore
Lilian Moore (* 17. März 1909 in New York, USA; † 20. Juli 2004 in Seattle, USA) war eine US-amerikanische Kinderbuch-Schriftstellerin.

## Leben
Moore studierte bis 1930 am Hunter College in New York City und arbeitete danach als Lehrerin in ihrer Heimatstadt. In dieser Zeit entdeckte sie das Talent, Kindern Lesen beizubringen. Sie spezialisierte sich auf diesen Bereich 1937 bis 1950 arbeitete für das städtische Bureau of Educational Research. Ab den 1940er-Jahren veröffentlichte Moore schließlich ihre eigenen Kinderbücher, von denen einige Bestseller in den Vereinigten Staaten wurden. Durch das bürgerrechtliche Engagement ihres Stiefsohns kam sie mit dem Thema Rassismus in Berührung und gründete das Council on Interracial Books for Children, welches sich für die Verbannung rassistischer Stereotype in Kinderbüchern einsetzte.
1985 wurde Lilian Moore für ihr Werk mit dem National Council of Teachers of English Award ausgezeichnet.

## Werke (Auswahl)
- A Child’s First Picture Dictionary (1946)
- I Thought I Heard the City (1969), Gedichtsammlung
- Sam’s Place: Poems from the Country (1973)
- See My Lovely Poison Ivy – And Other Verses About Witches, Ghosts and Things (1974)[3]
- Mural on Second Avenue, and Other City Poems (2004)